# ستيليكو
فلافيوس ستيليكو (باللاتينية: Flavius Stilicho) هو قائد عسكري في الجيش الروماني، ولد في سنة 359 لأب وندالي وأم رومانية، أشتهر بكفائته العسكرية أثناء عصر حكم الإمبراطور ثيودوسيوس الأول، تزوج من ابنة أخ الإمبراطور سيرينا وأصبح وصي على حكم إبنه هونوريوس، وقام بتزويج هونوريس لإبنته ماريا.

## الأصل
ولد ستيليكو لإبن فارس وندالي وأم رومانية. على الرغم من أصول والده إلا أنه لم يعرف نفسه إلا بكونه روماني، بسبب اعتلائه المناصب العليا في حكم الإمبراطور ثيودوسيوس الأول يعتقد بأنه بعكس بقية الوندال الأريوسيين حينها بكونه مسيحي نيقي. إنضم إلى الجيش الروماني أثناء حكم الإمبراطور ثيودوسيوس الذي حكم الجزء الشرقي من الإمبراطورية في البداية من القسطنطينية. في سنة 383 أرسله كمبعوث إلى ملك فارس شابور الثالث لأجل عقد إتفاقية سلام لأجل تقسيم أرمينيا بينهم. بعد مباحاثاته الناجحة في فارس تم ترقيته إلى رتبة magister militum الجنرال الأعلى. زوجه ثيودوسيوس من ابنة أخيه سيرينا وأنجبت منه ثلاث أبناء، ولد سموه أوخيريوس وبنتين هما ماريا وثيرمانتيا. بعد وفاة الإمبراطور فالنتينيان الثاني في الغرب في سنة 392 أستولى قائد الجيش أوجينيوس على العرش، مما أدى بعدم اعتراف تيودوسيوس بسلطته، فهزمه في معركة فريغيديوس في سنة 394 وقتل أوجينيوس ومعاونه أربوغسط وبعد وفاة تيودوسيوس في سنة 395 نصب إبنيه هونوريوس كإمبراطور في الغرب وأركاديوس إمبراطور في الشرق ولصغر سن هونوريوس أصبح ستيليكو وصيه على العرش.

## الحكم
على الرغم من تنصيبه كوصي للعرش من قبل الإمبراطور ثيودوسيوس على روما إلا أنه لم يكن له محل إعجاب مجلس الشيوخ الروماني والنبلاء بسبب أصوله البربرية. أثناء فترة وصايته قاد روما إلى عدة انتصارات ضد القوط والهون، في سنة 397 هزم ملك القوط ألاريك الأول في مقدونيا وطارده إلى الجبال لولا منعه من أركاديوس من الدخول إلى أراضي التابعة له في الشرق. بعد ذلك من عام قام بقمع ثورة ماسكزيل وجيلدو في موريطانيا. في سنة 398 إنطلق نحو بريطانيا لمحاربة البكتيين. في سنة 400 أصبح قنصل الإمبراطورية. في سنة 402 قام ألاريك ملك القوط بمهاجمة إيطاليا وقام بمحاصرة الإمبراطور هونوريوس في ميلانو، نتيجة لهذا جهز ستيليكو جيش من 30 ألف لتخليص الإمبراطور والمدينة، لم يلبث ألاريك لإنذارات ترك المدينة، وفي يوم عيد القيامة من سنة 402 فاجأ ستيليكو قوات ألاريك وهزمه في معركة بولينتيا وأسر زوجته، بينما هرب ألاريك نحو إيليريا. هذا النصر لم ينقذ روما طويلاً، فبعد سنة عاد ألاريك لمحاصرة فيرونا وبعد معركة طاحنة عقد الطرفين إتفاقية سلام، سمحت ألأريك وشعبه بالتواجد في إيليريا. في سنة 405 تعرضت إيطاليا لغزوات قبائل بربرية أخرى من الألانيين والوندال والسويبيين بقيادة راداغايسوس والذي أرعب الرومان بعد قسمه على احتلال روما وتقديم مجلس الشيوخ كذبائح للأوثان. ستيليكو من خلال قانونه الجديد والذي سمح بإعتاق العبيد مقابل إكمال خدمتهم في الجيش وكذلك من خلال تحالفه مع الهون والألانيين وبجيش مكون من 30 ألف مقاتل، تمكن من هزيمة راداغايسوس في سنة 406 في تيسينوم (بافيا حالياً). في سنة 405 أمر ستيليكو بحرق جميع كتب السيبيلية الخاصة بالعرافين لسبب مجهول.
في سنة 406 إعترضت الإمبراطورية الرومانية الشرقية باعتراف ستيليكو بألاريك كملك في إيليريا، هدد ستيليكو القسطنطينية في حال شنها الحرب في شرق إيليريا. يعتقد المؤرخين المعاصرين أن ستيليكو كان يتطلع لمحالفة ألاريك ضد السويبيين والوندال والألانيين، فأراد أن يقننه كحاكم شرعي في إيليريا. لأجل حماية إيطاليا من هجمات البرابرة إنسحب الرومان من الضفاف الشرقية لنهر الراين تحت إيمان بإن الجرمان هم أعداء قدامى بالإسم لروما. لكن الألانيين والسوبيين والوندال عبروا بأعداء كبيرة نهر الراين المتجمد في 31 ديسمبر من سنة 406، وبدئوا بمهاجمة الغاليين والرومان في بلاد الغال. في بريطانيا إندلعت عدة تمردات عسكرية، لم يستطع ستيليكو دعمها. تمرد قائد الجيش في بريطانيا قسطنطين الثالث على روما وأعلن نفسه إمبراطوراً، إتجه بقواته نحو الغال لمواجهة ستيليكو. تحالف ستيليكو مع ساروس أحد زعماء القوط وصهر ألاريك لمواجهة قسطنطين، إلا أن قسطنطين تمكن من الهرب منهم. إتجه ستيليكو نحو الألب لحمايتها من أي هجوم محتمل من قسطنطين.

## النهاية
بعد هذا النصر طالب ألاريك بكمية كبيرة من الذهب من روما لقاء الخدمات ألتي قدمها، قبل ستيليكو بتسليمه ما يريده لكن مجلس الشيوخ الروماني رفض ذلك وبتحريضهم الإمبراطور هونوريوس حكم عليه بالخيانة لتعاونه مع الأعداء. يقال بأن جيش ستيليكو أراد تخليصه من روما وضرب أعدائه لكن ستيليكو تجنب ذلك لأجل عدم وقوع حرب أهلية إذ ظن أنه سيقدم لمحاكمة عادلة. أعدم ستيليكو في يوم 23 أغسطس 408 مع إبنه أوخيريوس. لم يكتفي الرومان المستائون من ستيليكو بسبب أصوله من إعدامه فقاموا بإعدام زوجات وأطفال البرابرة الذين كانوا متواجدين في إيطاليا.
ألاريك إدعى بأن هؤلاء كانوا تحت حمايته فأعلن الحرب على روما ثأراً لهم. عبر ألاريك مع قواته جبال الألب الجوليانية وبدأ بحصار روما في سبتمبر 408. ومن دون وجود الجنرال المحنك ستيليكو، حاول هونوريوس إرضاء ألاريك بالابتعاد عن روما، لكن ألاريك سرعان ما عاد في سنة 410 وبحصار أقوى أمام جيش روما الذي إكتفى بالتفرج. كان هذا الحصار أشد مما أوصل سكان روما بالموت من الجوع وبأكل الموتى. في أغسطس 410 نجح ألاريك في فتح بوابات روما ومن الدخول إليها ونهبها. بعد هذا تم إعدام زوجته الأخرى سيرينا من ابن عمها هونوريوس لإتهامها الأخرى بالخيانة وبالتخطيط مع ألاريك لدخول روما. موت ستيليكو كان بداية سقوط الإمبراطورية الرومانية الغربية بيد البرابرة، حيث نجح البرابرة بعد إعدامه من دخول روما لأول مرة منذ حوالي 700 عام عندما تمكن برينوس الغالي من دخولها في سنة 387 ق م أثناء معركة أليا.

## أنطر ايضاً
- أيتيوس
- ريسيمر
- أودواكر